# Psalm 43
Psalm 43 – jeden z utworów zgromadzonych w biblijnej Księdze Psalmów. W Septuagincie psalm ten nosi numer 42.

## Ogólne informacje
Psalm 43 wydaje się być ściśle powiązany pod względem literackim z Psalmem 42. Wiele przesłanek wskazuje na to, iż te dwa psalmy stanowiły kiedyś jeden spójny utwór. Anonimowy Psalm 43 – nie posiada nagłówka – może być kontynuacją i dalszym ciągiem myśli Psalmu 42 i dlatego również może być dziełem Synów Koracha. Septuaginta oraz Peszitta przypisuje ten psalm Dawidowi.

## Użycie w liturgii chrześcijańskiej
W tradycyjnej wersji obrządku rzymskiego psalm ten jest odmawiany na początku prawie każdej mszy (z wyjątkiem okresu Męki Pańskiej, mszy za zmarłych i sytuacji, w której opuszcza się obrzędy początkowe). Psalmowi towarzyszy wyjęta z jego tekstu antyfona Introibo ad altare Dei, ad Deum, qui laetificat iuventutem meam [Przystąpię do ołtarza Bożego, do Boga, który jest weselem i radością moją; Ps 42 (43), 4]. 

## Ciekawostki
- do Bożego ołtarza – zwrot znajdujący się w 4 wersecie może mieć zastosowanie tylko w wypadku, gdy psalmista był kapłanem[1].

- Ołtarz – może zostać tutaj zinterpretowany, jako odnowienie duchowej relacji z Bogiem przez psalmistę[1][5].